# هوشو-جی

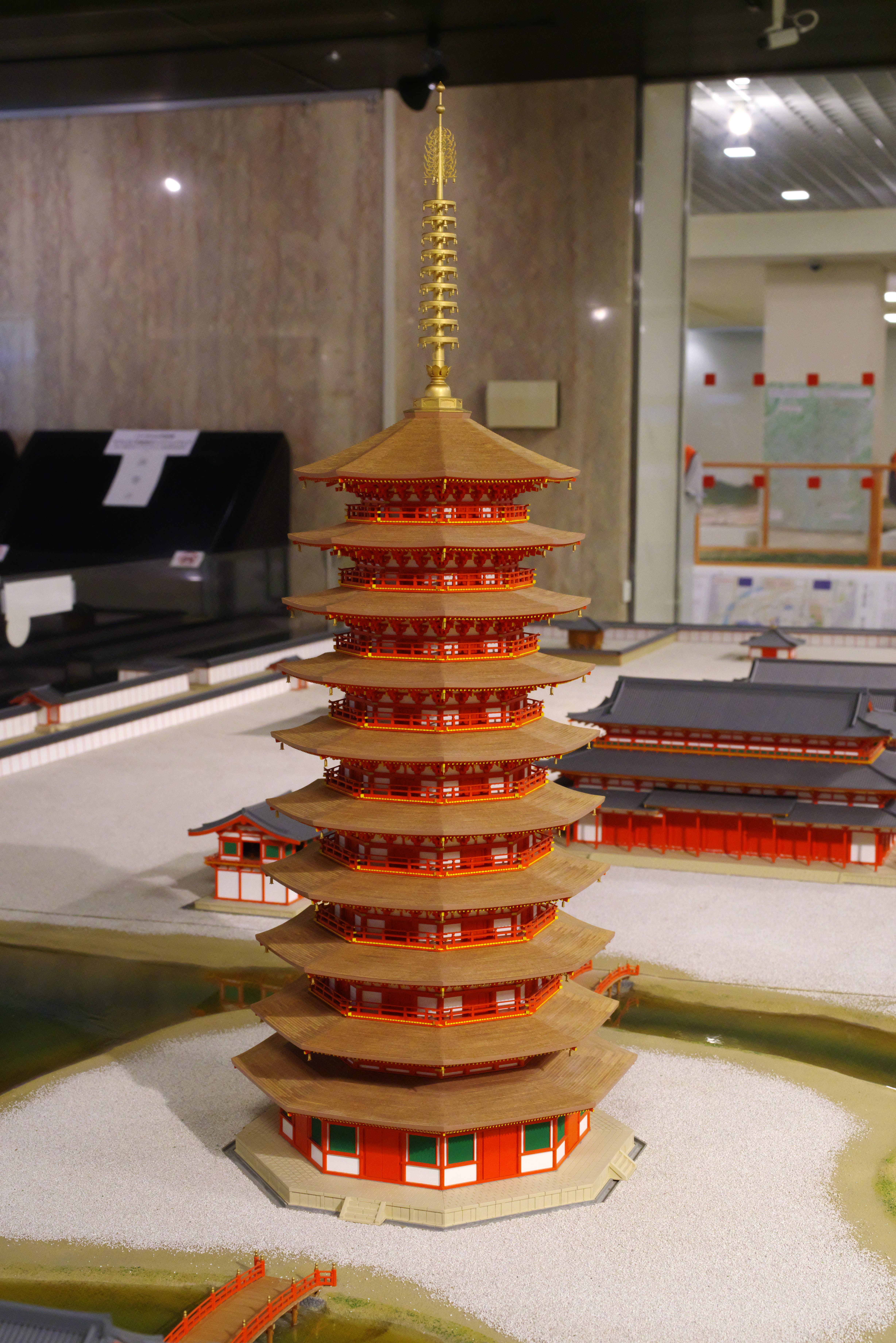
یک ماکت از ساختمان نه طبقه معبد

هوشو-جی (به ژاپنی: 法勝寺 Hosshō-ji) یک پرستشگاه متعلق به آیین بودایی در کیوتو در ژاپن بود که به فرمان امپراتور شیراکاوا در دوره هی‌آن ساخته شده بود.
این معبد در زلزله ۱۱۸۵ میلادی ویران شد.